# Mouflon

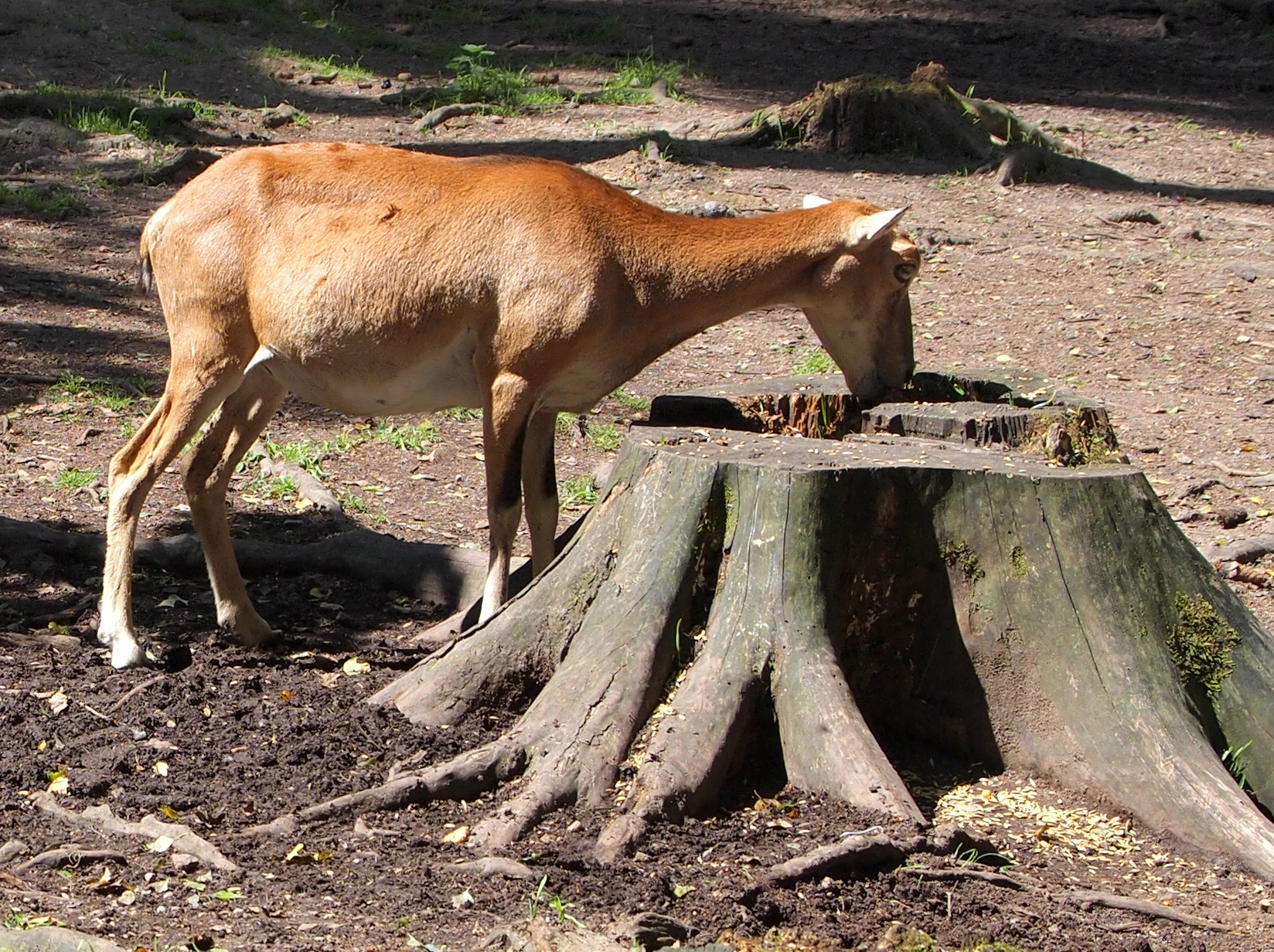
Một con chiên cái

Cừu Mouflon (Danh pháp khoa học: Ovis orientalis) là một loài động vật trong phân họ Dê cừu thuộc Họ Trâu bò. Chúng được cho là tổ tiên của tất cả cừu nhà hiện đại. Cừu Mouflon là một trong số 6 loài cừu hoang dã sống sót đến ngày nay, còn chưa đầy 1.000 cá thể trưởng thành trong tự nhiên, phân bố chủ yếu ở Sardinia, Corsica (Pháp) và đảo Síp, chúng nổi bật với đôi sừng cong của mình.

## Phân bố
Ngày nay, Cừu mouflon sống ở vùng núi Kavkaz, miền bắc và miền đông Iraq, và tây bắc Iran. Phạm vi ban đầu kéo dài hơn nữa đến vùng cao nguyên Anatolia của Thổ Nhĩ Kỳ, bán đảo Cờ-rưm Crimea và vùng Balkan, nơi chúng đã biến mất vào khoảng 3.000 năm trước đây. Cừu Mouflon đã được du nhập đến các đảo Corsica, Sardinia, Rhodes, và Síp trong thời kỳ đồ đá mới, có lẽ là động vật hoang dã đã được thuần hóa, nơi chúng đã ẩn nấp trong những hang động sâu bên trong miền núi của các hòn đảo này trong vài ngàn năm qua, tạo ra các phân loài được biết đến như Cừu Mouflon châu Âu (Ovis aries musimon).
Trên đảo Síp, các con cừu mouflon hoặc cừu Agrino trở thành một phân loài khác nhau và đặc hữu chỉ được tìm thấy ở đó, các con cừu Mouflon Cyprus (Ovis Ophion Ophion). Số lượng cừu mouflon Cyprus chỉ có khoảng 3000 cá thể. Bây giờ chúng rất hiếm trên các đảo, nhưng được phân loại là động vật hoang dã của IUCN. Chúng được du nhập và thành công vào lục địa châu Âu, bao gồm Bồ Đào Nha, Tây Ban Nha, Pháp, Đức, Ý, Thụy Sĩ, Áo, Hà Lan, Bỉ, Cộng hòa Séc, Ba Lan, Slovakia, Slovenia, Hungary, Bulgaria, Romania, quần đảo Canary, và thậm chí một số nước Bắc Âu như Đan Mạch, Thụy Điển và Phần Lan.
Một quần thể nhỏ tồn tại trong quần đảo Kerguelen xa xôi ở miền nam Ấn Độ Dương, và trên đảo Veliki Brijun trong quần đảo Brijuni của bán đảo Istria ở Croatia. Ở Nam Mỹ, cừu mouflon đã được đưa vào trung tâm Chile và Argentina. Từ những năm 1980, chúng cũng đã được phổ biến một cách thành công để làm vật săn bắt ở các nông trại ở Bắc Mỹ với mục đích săn bắn.
Tuy nhiên, trên những trang trại săn bắn này, các giống thuần chủng là rất hiếm, gần như cừu Mouflon đã giao phối với cừu nhà và cừu núi sừng lớn Bắc Mỹ để tạo ra những giống tạp chủng. Cừu Mouflon đã được du nhập như là một động vật bị săn bắt vào đảo Speiden tại tiểu bang Washington, và vào các đảo Hawaii của Lanai và Hawaii, nơi chúng có trở thành một loài xâm lấn và phát sinh ra những vấn đề. Một dân số nhỏ thoát khỏi những hàng rào trang trại động vật thuộc sở hữu của Thomas Watson, Jr. trên đảo North Haven, Maine vào những năm 1990 và vẫn còn tồn tại ở đó.

## Phân loài
Việc phân loại khoa học của cừu mouflon là đang có tranh chấp. Năm phân loài của cừu mouflon được phân biệt bởi MSW3:. 
- Cừu Mouflon Armenia (cừu hoang dã Armenia), Ovis orientalis gmelini (Blyth, 1851), phân bố ở tây bắc Iran, Armenia và Azerbaijan. Nó đã được du nhập tại Texas, Mỹ.
- Cừu Mouflon châu Âu, Ovis orientalis musimon (Pallas, 1811) đã được du nhập cách đây 7.000 năm ở Corsica và Sardinia ở lần đầu tiên. Nó đã được du nhập tại nhiều nơi ở châu Âu.
- Cừu Mouflon Síp, Ovis orientalis ophion (Blyth, 1841), cũng được gọi là cừu Agrino, từ tiếng Hy Lạp Αγρινό đã gần như tuyệt chủng trong thế kỷ 20. Năm 1997, khoảng 1.200 cá thể của phân loài này đã được ước tính. Chương trình truyền hình Sinh ra để khám phá với Richard Wiese công bố hiện giờ là có khoảng 3.000 cá thể trên đảo Cyprus.
- Cừu Mouflon Esfahan (Ovis orientalis isphahanica) (Nasonov, 1910), là phân loài có từ dãy núi Zagros, Iran.
- Cừu Mouflon Laristan (Ovis orientalis laristanica) (Nasonov, 1909), là một phân loài nhỏ, phạm vi phân bố của nó bị hạn chế đối với một số khu vực sa mạc gần Lar ở miền nam Iran.

## Đặc điểm

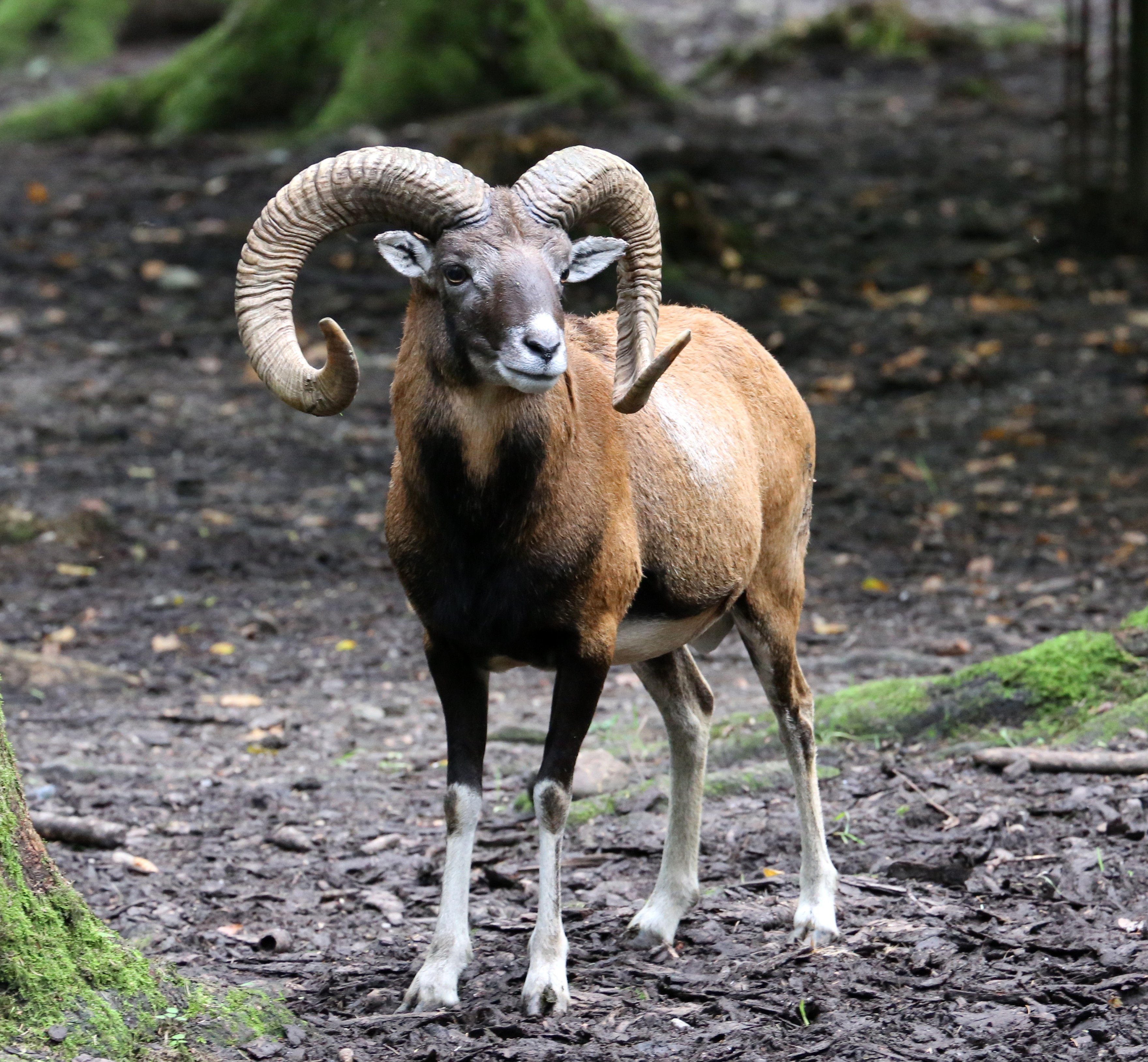

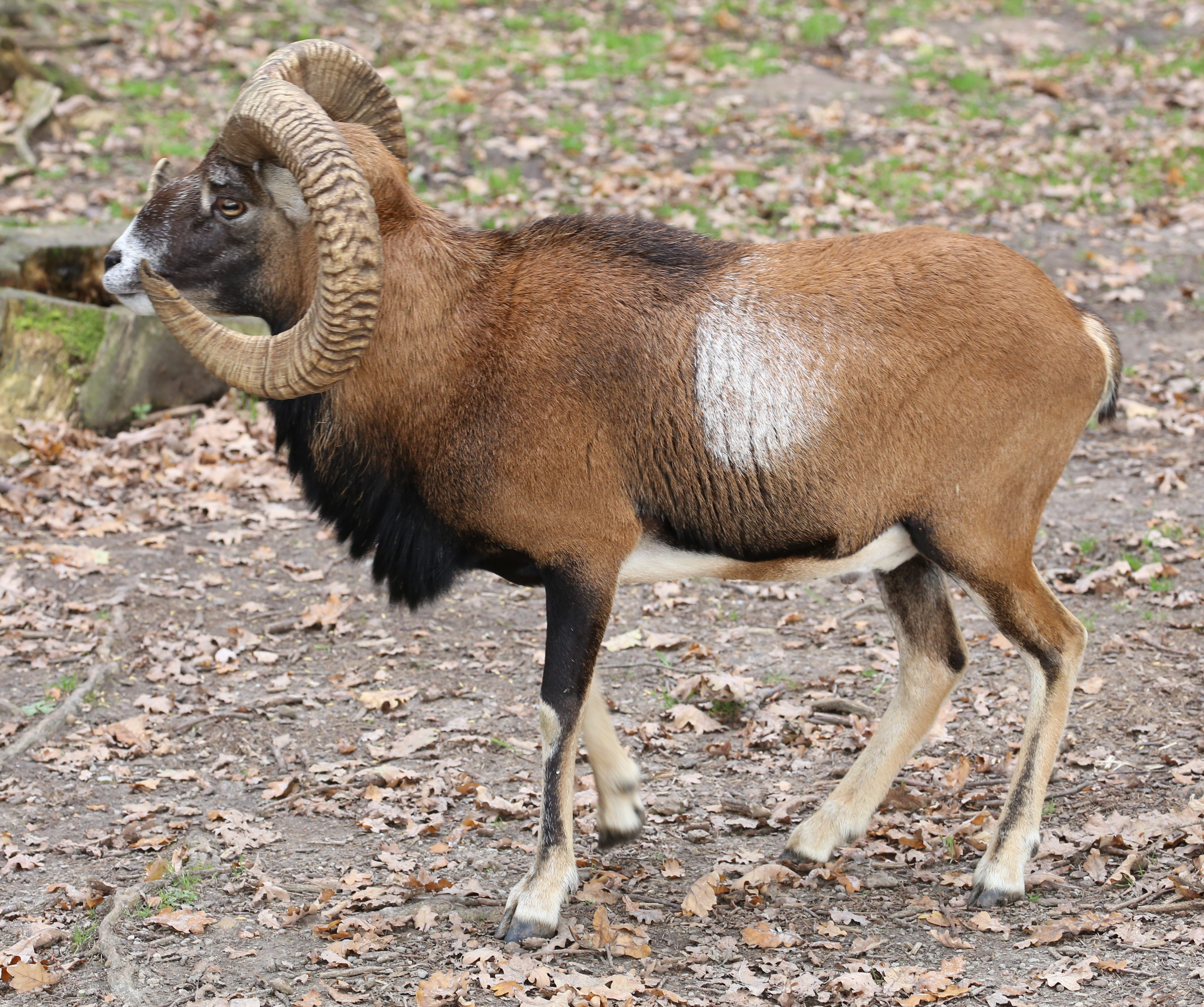

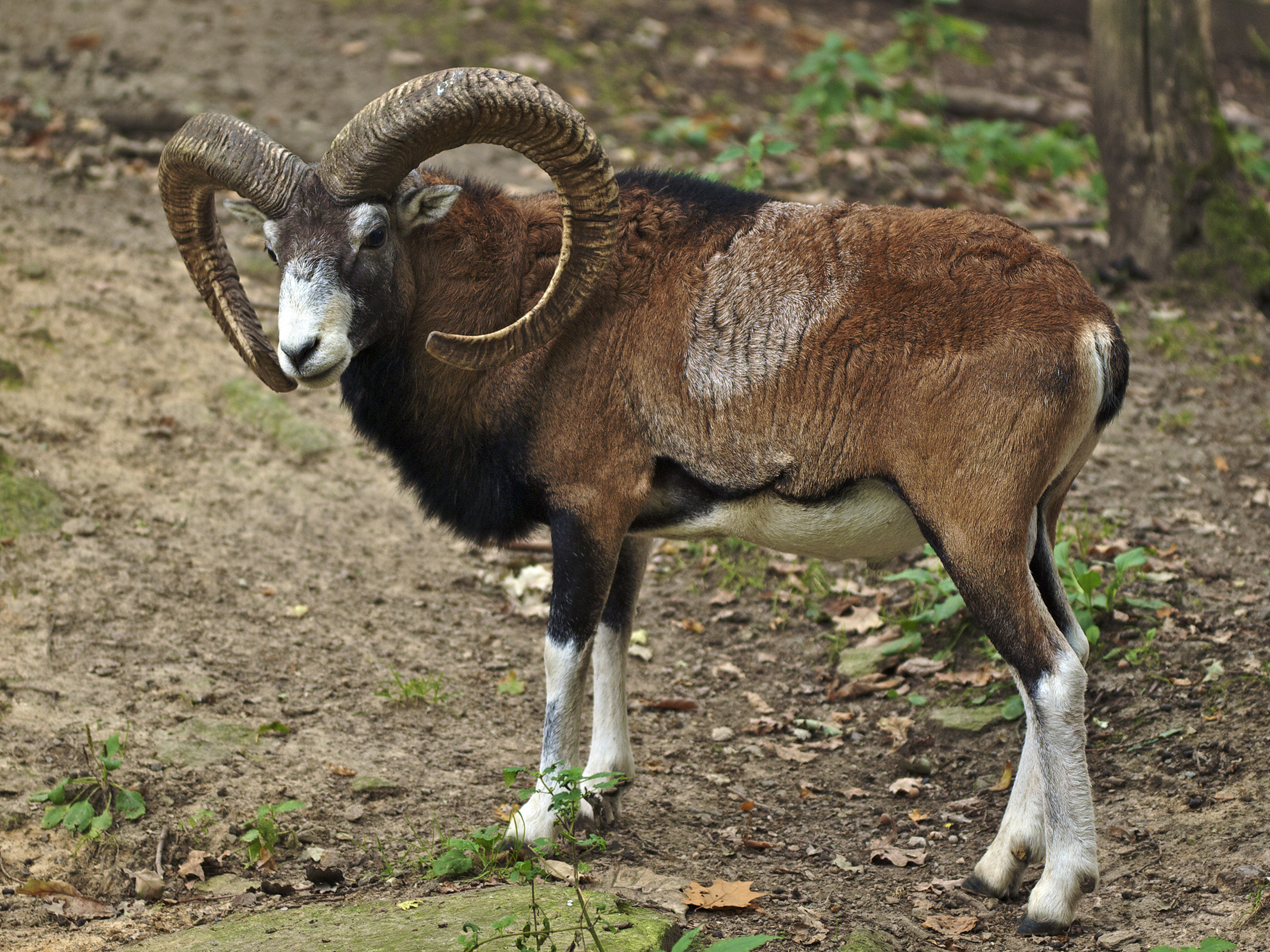

Cừu Mouflon về tổng thể có màu đỏ nâu, chúng có lớp lông ngoài là lông ngắn với mảng sọc tối màu đen và các bản chắp vá trên yên lưng có màu sáng. Các con đực có sừng và một số con cái cũng có sừng, trong khi những con khác thì tùy vào từng cá thể. Những chiếc sừng của con cừu đực trưởng thành được uốn cong ở gần đầy đủ ở phần thân (chúng có thể dài lên đến 85 cm). Cừu Mouflon có chiều cao đến vai khoảng 0,9 m và trọng lượng cơ thể 50kg đối với con đực và 35 kg đối với con cái. Môi trường sống bình thường của chúng là rừng núi dốc gần hàng cây. Vào mùa đông, chúng di chuyển đến độ cao thấp hơn để tránh cái lạnh và kiếm thức ăn.

## Sinh sản
Chúng là động vật xã hội. Những con cừu Mouflon đực có một hệ thống phân cấp thống trị rất nghiêm ngặt. Trước khi mùa giao phối là từ cuối mùa thu đến đầu mùa đông, cừu đực cố gắng để tạo ra một hệ thống phân cấp thống trị để xác định quyền tiếp cận vào các con cừu cái để phục vụ cho việc giao phối. Các con cừu Mouflon đực chiến đấu với nhau để có được sự thống trị và giành chiến thắng nhằm có một cơ hội để giao phối với con cái.
Các con cừu Mouflon thành thục sinh dục ở tuổi 2-4 năm. Những con cừu non cần phải có được sự thống trị trước khi chúng nhận được một cơ hội giao phối, mà phải mất 3 năm nữa để chúng bắt đầu giao phối. Cừu Mouflon đực cũng trải qua một quá trình hệ thống cấp bậc tương tự nhau về địa vị xã hội trong 2 năm đầu tiên, nhưng có thể sinh sản ngay cả ở trạng thái thấp. Chu kỳ mang thai ở con cái kéo dài 5 tháng, trong đó chúng cho ra đời từ 1-2 con.

## Bảo tồn
Một con cừu mouflon đã nhân bản thành công vào đầu năm 2001 và đã sống ít nhất bảy tháng, khiến nó trở thành bản sao đầu tiên của một động vật có vú bị đe dọa để tồn tại. Sau hàng loạt thất bại trong việc nhân bản vô tính thú hoang, các nhà khoa học châu Âu đã công bố thành tựu về một con cừu mouflon quý hiếm được nhân bản đã trải qua 6 tháng tuổi mà không gặp sự cố nào.Con cừu cái này đang được chăm sóc tại Trung tâm Cứu hộ động vật hoang dã ở Sardinia, Italia. Để tạo ra con cừu mouflon này, nhóm khoa học của Đại học Teramo đã áp dụng kỹ thuật tương tự như kỹ thuật đã thành công trên cừu Dolly. DNA được trích ra từ xác của một con cừu cái đã chết trong Trung tâm Cứu hộ động vật hoang dã ở Sardinia.
Sau đó, người ta tiêm DNA này vào trứng đã bỏ nhân của một con cừu nhà, tạo ra phôi. Một con cừu nhà khác đảm nhiệm việc mang thai và sinh nở. Điều này đã chứng minh một loài phổ biến (trong trường hợp này, một con cừu nhà) thành công có thể trở thành một cá thể thay thế cho sự ra đời của một con vật kỳ lạ như cừu mouflon. Nếu nhân bản của cừu mouflon có thể tiến hành thành công, nó có tiềm năng để giảm sự căng thẳng trên số lượng mẫu vật sống. Sự giống nhau giữa cừu mouflon cừu nhà kết hợp với tình trạng bị đe dọa của nó, đã làm cho nó trở thành một chủ đề quan tâm, cả khoa học và đại chúng trong việc sử dụng công nghệ sinh học trong bảo quản các loài. 

## Trong văn hóa

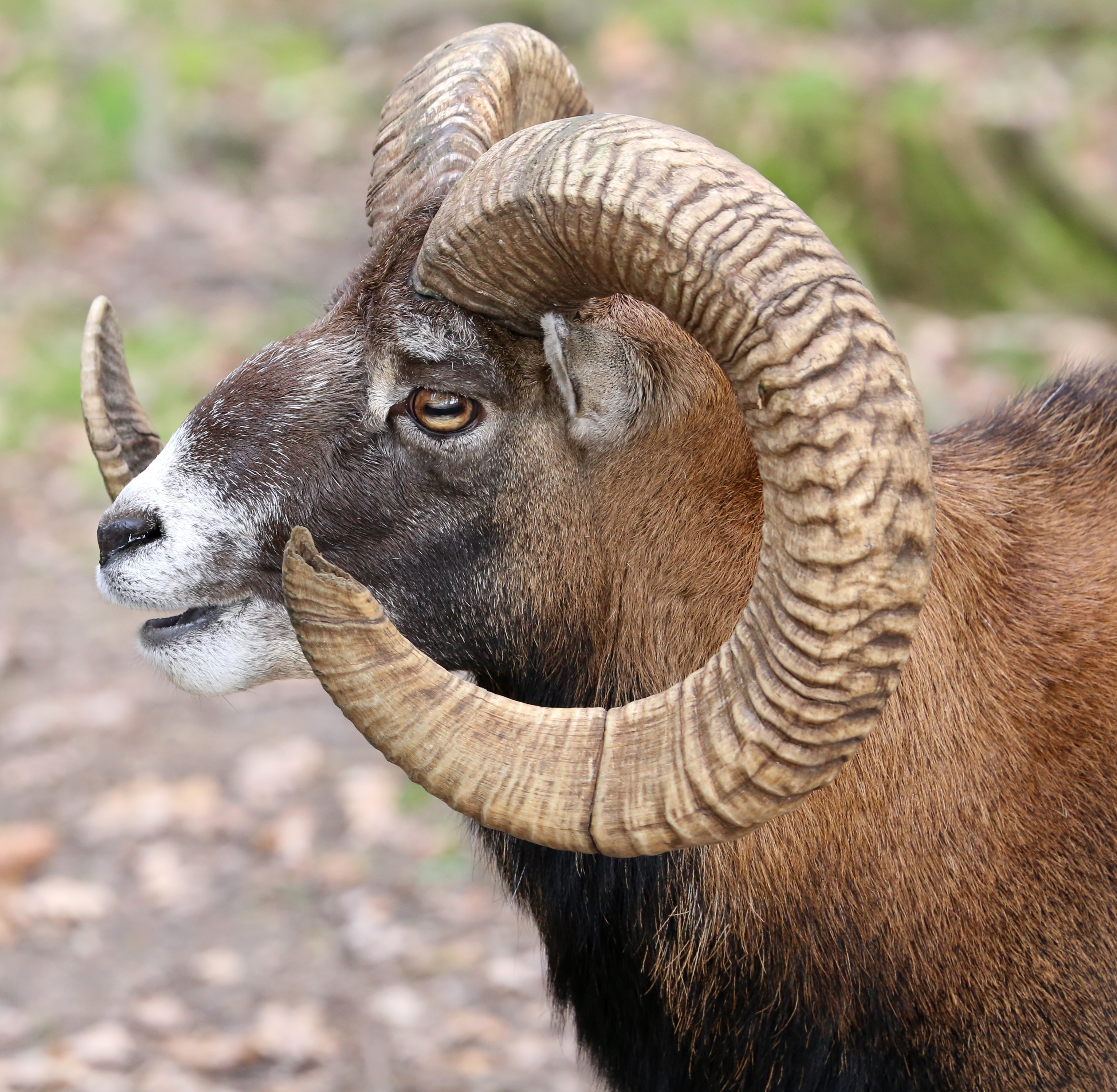

Các con cừu mouflon đã được đề cập tới là trên đảo Lincoln ở The Mysterious Island Jules Verne. Các con cừu mouflon là đặc trưng trên các biểu tượng của Cyprus Airways, cũng như trên các loại 1-, 2-, và 5 xu tiền xu euro Síp. Các con cừu Mouflon con là đặc trưng trên cả biểu tượng và là biệt danh của đội bóng bầu dục công đoàn quốc gia Cyprus. Các con cừu mouflon là đặc trưng trên lá cờ lịch sử của vương quốc Armenia của Syunik, cũng như trên các ngôi mộ. 